# チャールズ・コリヤー (第2代ポートモア伯爵)

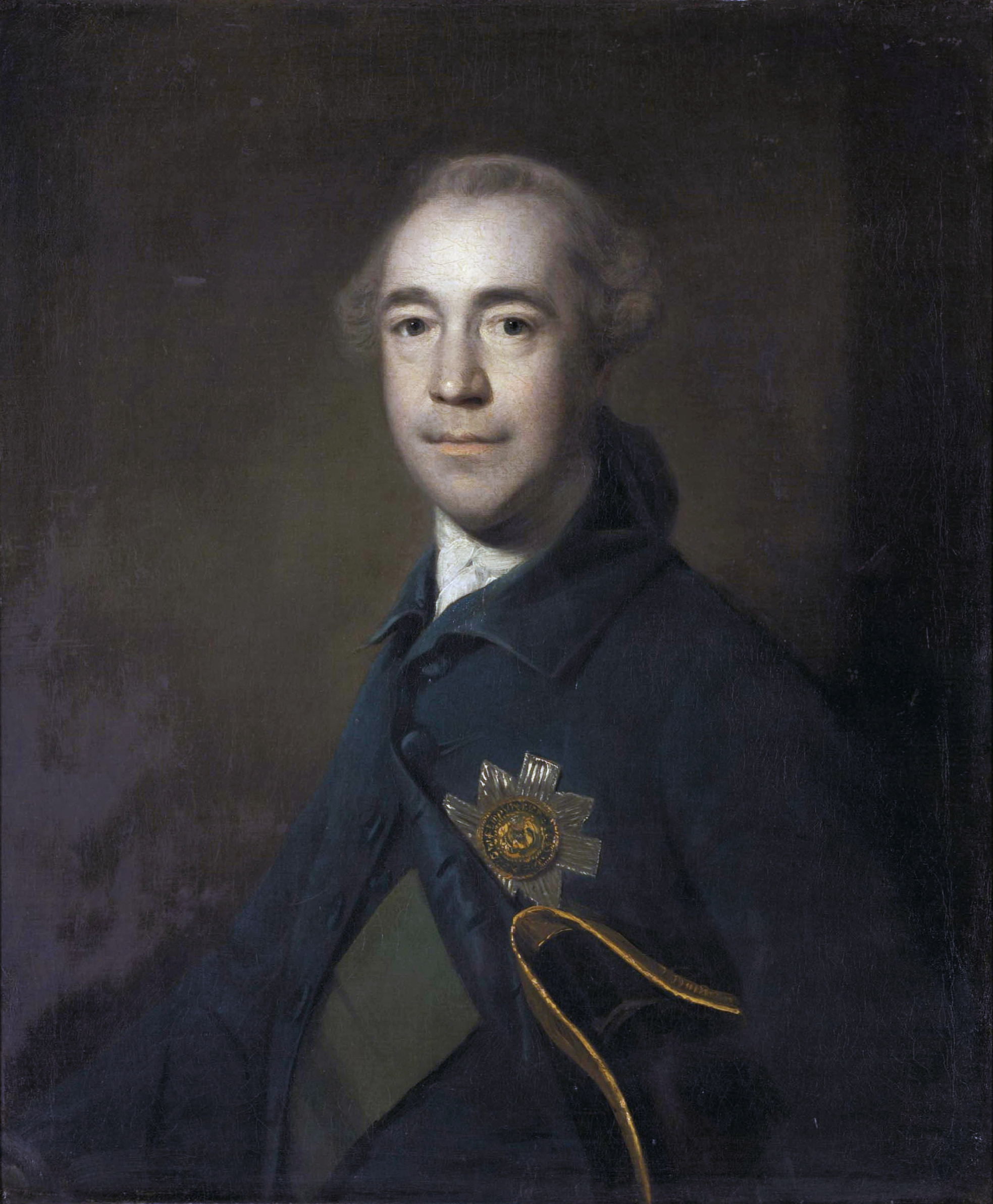
ジョシュア・レノルズによる肖像画、1758年。

第2代ポートモア伯爵チャールズ・コリヤー（英語: Charles Colyear, 2nd Earl of Portmore KT、1700年8月27日 – 1785年7月5日）は、グレートブリテン王国の貴族、政治家。1729年から1730年までミルジントン子爵の儀礼称号を使用した。

## 生涯
初代ポートモア伯爵デイヴィッド・コリヤーとドーチェスター女伯爵キャサリン・セッドリーの息子として、1700年8月27日に生まれた。1719年、ウェールズ公夫人キャロラインのページ・オブ・オナーを務めた。
1726年2月にウィカム選挙区の補欠選挙で当選したが、これはウィカム市長が違法な手段を用いたためであり、庶民院で選挙無効が宣告された。3月の再選挙でも当選したが、今度はウィカム市長がニューゲート監獄に投獄され、対立候補のハリー・ウォラーの当選が宣告された。続く1727年イギリス総選挙ではアンドーヴァー選挙区から出馬して当選、1729年に王室費の遅滞金に関する議決で政府を支持した。1730年1月2日に父が死去すると、ポートモア伯爵位を継承した。
1731年のウィーン条約に基づき、1732年2月にスペインのカルロス王子（後のスペイン王カルロス3世）がパルマ＝ピアチェンツァ公国を正式に領有するとき、ポートモア伯爵はイギリス代表として派遣された。同1732年6月2日にシッスル勲章を授与され、1734年から1747年までスコットランド貴族代表議員を務めた。
1739年に捨子養育院が創設されたとき、理事の1人を務めた。
1785年7月5日にアッパー・ハーレー・ストリートで死去、次男ウィリアム・チャールズが爵位を継承した。

## 家族
1732年10月7日、ジュリアナ・ヘレ（Juliana Hele、1794年11月20日没、ロジャー・ヘレの娘）と結婚、2男2女をもうけた。
- キャロライン（1733年12月1812年2月7日） - 1750年10月27日、初代スカーズデイル男爵ナサニエル・カーゾン（英語版）と結婚、子供あり
- ジュリアナ（1735年 – ?） - 1759年11月23日、ヘンリー・ドーキンスと結婚、子供あり
- デイヴィッド（1736年9月 – 1756年1月16日）
- ウィリアム・チャールズ（1747年頃 – 1823年） - 第3代ポートモア伯爵